# Diana Montague
Diana Montague (* 8. April 1953 in Winchester) ist eine britische Opernsängerin (Mezzosopran).

## Leben
Diana Montague studierte Gesang an der Manchester Royal School of Music. 1977 begann ihre berufliche Laufbahn bei der Glyndebourne Touring Opera. 1981 war sie an der English National Opera London engagiert und ab 1982 an der Covent Garden Opera London. Sie sang bei den Bayreuther Festspielen (1983), beim Festival von Edinburgh (1985), bei den Festspielen von Glyndebourne (1989) und bei den Salzburger Festspielen (1998 und 1990). 1987 trat sie erstmals an der Metropolitan Opera in New York auf. Außerdem war sie u. a. an den Opernhäusern von Frankfurt a. M., San Francisco, an der Wiener Staatsoper, am Teatro la Fenice Venedig, an der Opéra Bastille Paris, am Teatro Colón Buenos Aires und am Teatro San Carlo Neapel zu hören.
Zu ihrem Repertoire gehören Rollen wie Sesto in La clemenza di Tito und Idamante in Idomeneo von Mozart, Orpheus in Orfeo ed Euridice und die Titelrolle in Iphigénie en Tauride von Gluck, der Komponist in Ariadne auf Naxos von Richard Strauss und Nicklausse in Les Contes d’Hoffmann von Jacques Offenbach.
Für das Plattenlabel Opera Rara nahm sie diverse seltene Belcanto-Opern von Donizetti und Meyerbeer auf.
Sie war bis zu seinem Tode über 35 Jahre mit dem Tenor David Rendall (1948–2025) verheiratet.

## Aufnahmen (Auswahl)
- Bellini: I Capuleti e i Montecchi (Rolle: Romeo) Nuova Era
- Donizetti: Rosmonda d’Inghilterra (Rolle: Arturo) Opera Rara
- Donizetti: Zoraida di Granata (Rolle: Abenamet) Opera Rara
- Donizetti: Lucia di Lammermoor (Rolle: Alisa) Teldec
- Gluck: Iphigénie en Tauride (Rolle: Iphigenie) Decca
- Meyerbeer: Il crociato in Egitto (Rolle: Armando) Opera Rara
- Mozart: La clemenza di Tito (Rolle: Annio) Decca
- Porter: Kiss Me, Kate (Rolle: Lilli) Terclassics
- Rossini: Le comte Ory (Rolle: Isolier) Decca
- Strauss: Der Rosenkavalier (Rolle: Octavian) Chandos
- Bella Immagin (Opernarien) Opera Rara
- Great Operatic Arias (Opernarien) Chandos
- La Serenata (Lieder) Opera Rara
- Ora Divina (Lieder) Opera Rara